# 有田英世
有田 英世（ありた えいせい、1929年（昭和4年）8月23日- 2006年（平成18年）9月2日）は、実業家である。元資生堂取締役。岡山県出身。

## 経歴

### 生い立ち
岡山県に生まれる。旧制高梁中学校（現在の岡山県立高梁高等学校）に進み、1947年（昭和22年）に卒業し、旧制高松経済専門学校（現在の香川大学経済学部）に入学した。同期の友人には、香川銀行の第5代頭取だった大林一友がいる。
旧制高梁中学校を卒業した有田は、憧れである第六高等学校に進み、帝国大学を目指したかった。しかし、家庭の経済状態が良くなく、歴史が得意だったため、広島高等師範学校に進み、学校の教師になろうとも考えていたが、結局、高松経専へ進んだ。1950年（昭和25年）、21歳のときに同校を卒業し、資生堂に入社した。

### 入社後
資生堂に入社し、1983年（昭和58年）、54歳のときに同社常務取締役に就任した。その後は、総務部長を兼務し、その間、1993年に大和田伸也の歌う『ときめいて銀座』の作詞を行った。その際のペンネームはEISEIであり、当時、有田が銀座花椿通り商店振興会理事長も務めており、銀座関連で作詞した。この曲は、CDセールスで5万枚の売上を上げた。この後、同社の顧問理事となった。
特に銀座とは縁が深く、有田は銀座の昭和通りと花椿通りに架かる歩道橋を2001年、銀座ときめき橋と命名した。ときめきの意味は、心を打つような感情、時勢に乗って栄えるという意味があると国語学者の金田一春彦が提唱し、それを有田が採用した。その後、銀座の街づくりに取り組み、2003年（平成15年）、浜離宮恩賜庭園を始点に銀座ときめき橋・花椿通り・並木通り・銀座通り（中央通り）を結ぶ通りを「銀座ときめき街道」と名付けている。有田が亡くなる直前まで、銀座での町おこしを精力的に行っていた。
2006年9月2日、77歳で死去した。

## エピソード

### 明仁とのやりとり
1988年（昭和63年）、帝国劇場でのミュージカル「レ・ミゼラブル」を明仁（当時は皇太子）が観劇することが決まった。この公演は、資生堂とセゾンが協賛しており、有田は公演警備を担当することになった。公演前に劇場の警備状況を確認したところ、警備が手薄であることに気づき、自ら警備隊長として資生堂社員で警備隊を組織した。芝居が終わり、カーテンコールで主演の滝田栄が感激して涙を流す場面があり、その後、2階ロビーで簡単なパーティーが開かれた。皇太子が乾杯を終えた後、下の階に降りた。当時は皇太子妃だった美智子と浩宮が、まだ2階で他の参加者と話していたため、皇太子は再び2階に上がってきた。その様子を有田は、警備隊長として見守っていた。
その際、皇太子と目が合い、突然「何か言わなくては」と思い、声をかけた。「殿下、半年前に資生堂の研究所をご覧いただき、ありがとうございました。今日はいかがでしたか？」と尋ねると、皇太子は「良かったですよ」と答えた。続けて、私は「社員を代表してお礼申し上げます」と伝え、名刺を差し出した。皇太子は名刺を受け取った。その後、ポケットに手を入れた有田を見た警備のSPが、何か危険な物を取り出すのではないかと激しく反応した。これに驚きつつ、皇太子は「今日はありがとうございました」と有田に伝え、去っていった。有田は社員たちに拍手で見送るよう声をかけ、盛大な拍手の中、皇太子夫妻は劇場を後にした。
その後、資生堂の石野会長から「昔ならあのようなやり取りは打ち首だっただろう」と言われ、皇族に対してはこちらから声を掛けることがないという厳格な礼儀があることを知った。翌朝、資生堂の課長が皇居に記帳に出掛けると、皇太子からの伝言があり、「昨日の社員の方によろしく伝えてください」とのお言葉をもらい、有田は、皇太子の懐の深さに大変感激した。

### 友人の安倍晋太郎との会食
有田は交友関係が広く、政治家の安倍晋太郎とも交友関係があった。前述の皇太子との出来事の後、安倍晋太郎と会食していたとき、彼から「有ちゃん、皇太子に名刺を差し出したんだって？」と言わた。それを聞いて一緒に食事をしていた1人が、「皇族に名刺を出す人がいるんですか？」と尋ねた。安倍は「俺の知っている限りでは、有ちゃんの他に中島源太郎文部大臣が一度、天皇に名刺を渡したことがある」と言った。
中島は、天皇が参列した国際的なパーティーで韓国の関係者グループに1人だけ加わり、その際に天皇に名刺を渡し日本人であることを証明したらしいと、聞いたことがある。安倍は続けて、「だから本来の意味で、皇族に名刺を渡したのは有ちゃん1人じゃあないだろうか」と言いました。その後、有田は心の中で「もし天皇陛下が私の名刺を取り出して、『有田さん、元気にしてるかな？』と電話してくれたら最高だな」と本人は思っていたと後に語っている。